# 生駒親重
生駒 親重（いこま ちかしげ、? - 元亀元年8月15日（1570年9月14日））は、戦国時代の武将。織田氏の家臣。別名に信正。通称は土田甚助。受領名は出羽守。号は道寿。養父は生駒豊政。室は曽根氏。子に生駒親正、近清（親清）、勝助、修理亮、次右衛門、源八郎がいる。
土田政久の子、あるいは政久と同一人物ともいわれる。生駒豊政の養子になる。はじめ織田信康に仕え、後にその甥・織田信長に仕える。